# Grand Prix Formule 1 van Oostenrijk 2002
De Grand Prix Formule 1 van Oostenrijk 2002 werd gehouden op 12 mei 2002 op de A1 Ring in Spielberg bei Knittelfeld.

## Uitslag
| Positie | Nummer | Rijder                | Team               | Ronden | Tijd/Opgave   | Startplaats | Punten |
| ------- | ------ | --------------------- | ------------------ | ------ | ------------- | ----------- | ------ |
| 1       | 1      | Michael Schumacher    | Scuderia Ferrari   | 71     | 1:33:51.562   | 3           | 10     |
| 2       | 2      | Rubens Barrichello    | Scuderia Ferrari   | 71     | +0.182        | 1           | 6      |
| 3       | 6      | Juan Pablo Montoya    | Williams-BMW       | 71     | +17.730       | 4           | 4      |
| 4       | 2      | Ralf Schumacher       | Williams-BMW       | 71     | +18.448       | 2           | 3      |
| 5       | 9      | Giancarlo Fisichella  | Jordan-Honda       | 71     | +49.965       | 15          | 2      |
| 6       | 3      | David Coulthard       | McLaren - Mercedes | 71     | +50.672       | 8           | 1      |
| 7       | 15     | Jenson Button         | Renault            | 71     | +51.229       | 13          |        |
| 8       | 24     | Mika Salo             | Toyota             | 71     | +1:09.425     | 10          |        |
| 9       | 25     | Allan McNish          | Toyota             | 71     | +1:09.718     | 14          |        |
| 10      | 11     | Jacques Villeneuve    | BAR-Honda          | 70     | Motor         | 17          |        |
| 11      | 20     | Heinz-Harald Frentzen | Arrows - Cosworth  | 69     | +2 Rondes     | 11          |        |
| 12      | 23     | Mark Webber           | Minardi - Asiatech | 69     | +2 Rondes     | 21          |        |
| Ret     | 14     | Jarno Trulli          | Renault            | 44     | Benzinedruk   | 16          |        |
| Ret     | 22     | Alex Yoong            | Minardi - Asiatech | 42     | Motor         | 22          |        |
| Ret     | 16     | Eddie Irvine          | Jaguar Racing      | 38     | Hydrauliek    | 20          |        |
| Ret     | 7      | Nick Heidfeld         | Sauber - Petronas  | 27     | Botsing       | 5           |        |
| Ret     | 10     | Takuma Sato           | Jordan-Honda       | 26     | Botsing       | 18          |        |
| Ret     | 12     | Olivier Panis         | BAR-Honda          | 22     | Motor         | 9           |        |
| Ret     | 8      | Felipe Massa          | Sauber - Petronas  | 7      | Wielophanging | 7           |        |
| Ret     | 4      | Kimi Räikkönen        | McLaren - Mercedes | 5      | Motor         | 6           |        |
| Ret     | 21     | Enrique Bernoldi      | Arrows - Cosworth  | 2      | Botsing       | 12          |        |
| Ret     | 17     | Pedro de la Rosa      | Jaguar Racing      | 0      | Gaskleppen    | 19          |        |

## Wetenswaardigheden
- Rubens Barrichello kreeg, vlak voor het einde van de race, teamorders van zijn team Ferrari dat hij teamgenoot Michael Schumacher voorbij moest laten gaan, zodat hij de maximale punten scoorde voor het kampioenschap[1]. Dit heeft ervoor gezorgd dat teamorders vanaf het seizoen 2003 verboden werden. Tijdens de podiumceremonie bood Michael Schumacher zijn plaats op het podium aan aan Barichello. Dit kostte Ferrari en Schumacher een miljoen dollar.

## Statistieken
| Snelste ronde | Michael Schumacher | Scuderia Ferrari | 1:09.298 |

## Noot
- Dit was de tweehonderdste Grand Prix-start voor een Canadese coureur.
- Vijfde pole position voor Rubens Barrichello.

1963 · 1964 · 1970 · 1971 · 1972 · 1973 · 1974 · 1975 · 1976 · 1977 · 1978 · 1979 · 1980 · 1981 · 1982 · 1983 · 1984 · 1985 · 1986 · 1987 · 1997 · 1998 · 1999 · 2000 · 2001 · 2002 · 2003 · 2014 · 2015 · 2016 · 2017 · 2018 · 2019 · 2020 · 2021 · 2022 · 2023 · 2024 · 2025